# Once More, My Darling
Once More, My Darling ist eine US-amerikanische Filmkomödie aus dem Jahr 1949 mit Robert Montgomery und Ann Blyth in den Hauptrollen. Montgomery führte ebenfalls Regie. Der Film wurde für einen Oscar für die beste Tonaufnahme (Leslie I. Carey) nominiert.

## Handlung
Collier „Collie“ Laing, ein eingefleischter Junggeselle, lebt noch immer bei seiner Mutter, einer hochrangigen Anwältin. Als er unerwartet von der Reserve der US-Armee im Rang eines Hauptmanns einberufen wird, erhält Collier einen merkwürdigen Auftrag.
Der vorgesetzte Offizier Colonel Head, der mit den Strafverfolgungsbehörden zusammenarbeitet, erzählt Collier von einem Juwelenraub und davon, dass einer der Edelsteine in einer Parfümwerbung entdeckt wurde, die von Marita „Killer“ Connell, einer jungen Schauspielerin, getragen wurde. Es besteht der Verdacht, dass ein Juwelendieb, der Marita liebt, ihr diesen gestohlenen Gegenstand geschenkt hat, ohne ihr zu sagen, woher er ihn hat.
Colliers seltsamer Auftrag besteht darin, die junge Dame zu umgarnen. Unter dem Vorwand, eine Umfrage machen zu wollen, lernt er sie in einem Hotel in Beverly Hills kennen, wo Marita sofort in ihn verliebt ist. So sehr, dass sie darauf besteht, seine Mutter kennenzulernen, indem sie in einem völlig unpassenden Outfit in Mrs. Laings Party mit angesehenen Gästen platzt und diese mit dem Duft ihres schrecklichen Parfums beleidigt.
Marita gelingt es, Collier zu überreden, sie nach Las Vegas zu fahren, um dort zu heiraten. Er versucht, sie hinzuhalten, und sagt schließlich, dass er nicht die Absicht hat, Marita zu heiraten, als der eifersüchtige Juwelendieb bei ihnen hereinplatzt. Collier muss ihn abwehren, dann Maritas Chauffeur, dann sogar einen vorbeifahrenden Lastwagenfahrer.
Marita ist untröstlich und wütend und will nichts mehr mit ihm zu tun haben, als Collier merkt, dass er sich wirklich in sie verliebt hat.

## Hintergrund
Ursprünglich führte Michael Gordon Regie, Robert Montgomery übernahm kurz nach Beginn der Dreharbeiten. Die Verantwortung für die Ausstattung teilten sich Bernard Herzbrun und Robert Clatworthy, die für das Szenenbild lag bei Russell A. Gausman und Ruby R. Levitt. Die Kostüme stammten von Orry-Kelly.
Once More, My Darling wurde von Neptune Films produziert und zwischen dem 16. März und Ende April 1949 gedreht. Veröffentlicht wurde der von Universal vertriebene Film im August 1949. So fand die Premiere in Los Angeles am 10. August 1949 statt. Über eine deutschsprachige Aufführung ist nichts bekannt.

## Kritiken
Laut dem All Movie Guide sei die Komödie gemessen an ihrer Unbekanntheit ein „übersehener Leckerbissen“. Zwar habe der Film ein paar Schwächen wie die absurde Grundprämisse, doch die Dialoge seien überdurchschnittlich und die Leistungen der Besetzung fein.